# Premier League 2024/2025
Soutěžní ročník Premier League 2024/2025 je 33. ročníkem Premier League a celkově 126. sezónou nejvyšší anglické fotbalové ligy. Manchester City je čtyřnásobným obhájcem titulu.
Letní přestupové okno se otevřelo v pátek 14. června 2024 a uzavřelo se v pátek 30. srpna. Zimní přestupové okno Premier League se otevře ve středu 1. ledna 2025 a uzavře se v pondělí 3. února 2025.
V letošní sezóně se poprvé použije poloautomatická ofsajdová technologie, protože kluby Premier League jednomyslně souhlasily s jejím zavedením. Technologie bude připravena k zavedení po jedné z podzimních mezinárodních přestávek.

## Týmy
Ligy se zúčastní dvacet týmů - sedmnáct nejlepších týmů z předchozí sezóny a tři týmy postoupivší z Championship. Postupujícími týmy jsou Leicester City, Ipswich Town a Southampton. Leicester a Southampton se vracejí po roční absenci, zatímco Ipswich se vrací po dvaadvacetileté absenci. Nahradí Luton Town, Burnley a Sheffield United, kteří sestoupili do Championship po pouhém jednom roce v nejvyšší soutěži, což je poprvé od sezóny 1997/98, kdy všechny tři postupující týmy sestoupily po pouhé jedné sezóně. V této sezóně se také poprvé od sezóny 2015/16 v lize neobjeví žádný tým z hrabství Yorkshire.

### Stadiony a lokace
| Klub                    | Město                     | Stadion                     | Kapacita |
| ----------------------- | ------------------------- | --------------------------- | -------- |
| Arsenal                 | Londýn (Holloway)         | Emirates Stadium            | 60 704   |
| Aston Villa             | Birmingham                | Villa Park                  | 42 657   |
| Bournemouth             | Bournemouth               | Dean Court                  | 11 307   |
| Brentford               | Londýn (Brentford)        | Brentford Community Stadium | 17 250   |
| Brighton & Hove Albion  | Falmer                    | Falmer Stadium              | 31 876   |
| Chelsea                 | Londýn (Fulham)           | Stamford Bridge             | 40 343   |
| Crystal Palace          | Londýn (Selhurst)         | Selhurst Park               | 25 486   |
| Everton                 | Liverpool (Walton)        | Goodison Park               | 39 414   |
| Fulham                  | Londýn (Fulham)           | Craven Cottage              | 24 500   |
| Ipswich Town            | Ipswich                   | Portman Road                | 30 673   |
| Leicester City          | Leicester                 | King Power Stadium          | 32 262   |
| Liverpool               | Liverpool (Anfield)       | Anfield                     | 61 276   |
| Manchester City         | Manchester (Bradford)     | Etihad Stadium              | 53 400   |
| Manchester United       | Manchester (Old Trafford) | Old Trafford                | 74 031   |
| Newcastle United        | Newcastle upon Tyne       | St James' Park              | 52 257   |
| Nottingham Forest       | West Bridgford            | City Ground                 | 30 404   |
| Southampton             | Southampton               | St Mary's Stadium           | 32 384   |
| Tottenham Hotspur       | Londýn (Tottenham)        | Tottenham Hotspur Stadium   | 62 850   |
| West Ham United         | Londýn (Stratford)        | London Stadium              | 62 500   |
| Wolverhampton Wanderers | Wolverhampton             | Molineux Stadium            | 31 750   |

### Trenéři a dresy
| Klub                    | Trenér              | Kapitán            | Výrobce dresu | Sponzor dresu (hrudník) | Sponzor dresu (rukáv) |
| ----------------------- | ------------------- | ------------------ | ------------- | ----------------------- | --------------------- |
| Arsenal                 | Mikel Arteta        | Martin Ødegaard    | Adidas        | Emirates                | Visit Rwanda          |
| Aston Villa             | Unai Emery          | John McGinn        | Adidas        | Betano                  | Trade Nation          |
| Bournemouth             | Andoni Iraola       | Neto               | Umbro         | bj88                    | LEOS International    |
| Brentford               | Thomas Frank        | Christian Nørgaard | Umbro         | Hollywoodbets           | PensionBee            |
| Brighton & Hove Albion  | Fabian Hürzeler     | Lewis Dunk         | Nike          | American Express        | Experience Kissimmee  |
| Chelsea                 | Enzo Maresca        | Reece James        | Nike          |                         |                       |
| Crystal Palace          | Oliver Glasner      | Joel Ward          | Macron        | NET88                   | Kaiyun Sports         |
| Everton                 | Sean Dyche          | Séamus Coleman     | Castore       | Stake.com               | Christopher Ward      |
| Fulham                  | Marco Silva         | Tom Cairney        | Adidas        | SBOTOP                  | WebBeds               |
| Ipswich Town            | Kieran McKenna      | Sam Morsy          | Umbro         | +–=÷× Tour              | HaloITSM              |
| Leicester City          | Steve Cooper        | Jamie Vardy        | Adidas        | BC.GAME                 | Sabeco Brewery        |
| Liverpool               | Arne Slot           | Virgil van Dijk    | Nike          | Standard Chartered      | Expedia               |
| Manchester City         | Pep Guardiola       | Kyle Walker        | Puma          | Etihad Airways          | OKX                   |
| Manchester United       | Erik ten Hag        | Bruno Fernandes    | Adidas        | Qualcomm Snapdragon     | DXC Technology        |
| Newcastle United        | Eddie Howe          | Jamaal Lascelles   | Adidas        | Sela                    | Noon                  |
| Nottingham Forest       | Nuno Espírito Santo | Joe Worrall        | Adidas        | Kaiyun Sports           | Ideagen               |
| Southampton             | Russell Martin      | Jack Stephens      | Puma          | Rollbit                 | P&O Cruises           |
| Tottenham Hotspur       | Ange Postecoglou    | Son Hung-min       | Nike          | AIA                     | Kraken                |
| West Ham United         | Julen Lopetegui     | Jarrod Bowen       | Umbro         | Betway                  | QuickBooks            |
| Wolverhampton Wanderers | Gary O'Neil         | Mario Lemina       | Sudu          | DEBET                   | JD Sports             |

### Trenérské změny
| Klub                    | Odcházející trenér  | Důvod odchodu            | Datum odchodu      | Pozice v tabulce | Příchozí trenér               | Datum příchodu     |
| ----------------------- | ------------------- | ------------------------ | ------------------ | ---------------- | ----------------------------- | ------------------ |
| Brighton & Hove Albion  | Roberto De Zerbi    | Vzájemná dohoda          | 19. května 2024    | Před sezónou     | Fabian Hürzeler               | 15. června 2024    |
| Liverpool               | Jürgen Klopp        | Rezignace                | 19. května 2024    | Před sezónou     | Arne Slot                     | 1. června 2024     |
| West Ham United         | David Moyes         | Konec kontraktu          | 19. května 2024    | Před sezónou     | Julen Lopetegui               | 1. června 2024     |
| Chelsea                 | Mauricio Pochettino | Vzájemná dohoda          | 21. května 2024    | Před sezónou     | Enzo Maresca                  | 3. června 2024     |
| Leicester City          | Enzo Maresca        | Podepsán Chelsea         | 3. června 2024     | Před sezónou     | Steve Cooper                  | 20. června 2024    |
| Manchester United       | Erik ten Hag        | Vyhozen                  | 28. října 2024     | 14.              | Ruud van Nistelrooy (dočasný) | 28. října 2024     |
| Manchester United       | Ruud van Nistelrooy | Konec přechodného období | 11. listopadu 2024 | 13.              | Rúben Amorim                  | 11. listopadu 2024 |
| Leicester City          | Steve Cooper        | Vyhozen                  | 24. listopadu 2024 | 16.              | Ruud van Nistelrooy           | 29. listopadu 2024 |
| Wolverhampton Wanderers | Gary O'Neil         | Vyhozen                  | 15. prosince 2024  | 19.              | Vítor Pereira                 | 19. prosince 2024  |
| Southampton             | Russell Martin      | Vyhozen                  | 15. prosince 2024  | 20.              | Simon Rusk (dočasný)          | 15. prosince 2024  |
| Southampton             | Simon Rusk          | Konec dočasného období   | 22. prosince 2024  | 20.              | Ivan Jurić                    | 22. prosince 2024  |
| West Ham United         | Julen Lopetegui     | Vyhozen                  | 8. ledna 2025      | 14.              | Graham Potter                 | 9. ledna 2025      |
| Everton                 | Sean Dyche          | Vyhozen                  | 9. ledna 2025      | 16.              | Leighton Baines (dočasný)     | 9. ledna 2025      |
| Everton                 | Leighton Baines     | Konec dočasného období   | 11. ledna 2025     | 16.              | David Moyes                   | 11. ledna 2025     |

## Tabulka
Tabulka je aktuální k 25. 1. 2025.
| Poř. | Tým                     | Z  | V  | R  | P  | VG | OG | B  |
| ---- | ----------------------- | -- | -- | -- | -- | -- | -- | -- |
| 1.   | Liverpool               | 29 | 21 | 7  | 1  | 69 | 27 | 70 |
| 2.   | Arsenal                 | 29 | 16 | 10 | 3  | 53 | 24 | 58 |
| 3.   | Nottingham Forest       | 29 | 16 | 6  | 7  | 49 | 35 | 54 |
| 4.   | Chelsea                 | 29 | 14 | 7  | 8  | 53 | 37 | 49 |
| 5.   | Manchester City (C)     | 29 | 14 | 6  | 9  | 55 | 40 | 48 |
| 6.   | Newcastle United        | 29 | 14 | 5  | 9  | 47 | 38 | 47 |
| 7.   | Brighton & Hove Albion  | 29 | 12 | 11 | 6  | 48 | 42 | 47 |
| 8.   | Fulham                  | 29 | 12 | 9  | 8  | 43 | 38 | 45 |
| 9.   | Aston Villa             | 29 | 12 | 9  | 8  | 41 | 45 | 45 |
| 10.  | Bournemouth             | 29 | 12 | 8  | 9  | 48 | 36 | 44 |
| 11.  | Brentford               | 29 | 12 | 5  | 12 | 50 | 45 | 41 |
| 12.  | Crystal Palace          | 28 | 10 | 9  | 9  | 36 | 33 | 39 |
| 13.  | Manchester United       | 29 | 10 | 7  | 12 | 37 | 40 | 37 |
| 14.  | Tottenham Hotspur       | 29 | 10 | 4  | 15 | 55 | 43 | 34 |
| 15.  | Everton                 | 29 | 7  | 13 | 9  | 32 | 36 | 34 |
| 16.  | West Ham United         | 29 | 9  | 7  | 13 | 33 | 49 | 34 |
| 17.  | Wolverhampton Wanderers | 29 | 7  | 5  | 17 | 40 | 58 | 26 |
| 18.  | Ipswich Town (N)        | 29 | 3  | 8  | 18 | 28 | 62 | 17 |
| 19.  | Leicester City (N)      | 29 | 4  | 5  | 20 | 25 | 65 | 17 |
| 20.  | Southampton (N)         | 29 | 2  | 3  | 24 | 21 | 70 | 9  |

Poznámky:
- Z = Odehrané zápasy; V = Vítězství; R = Remízy; P = Prohry; VG = Vstřelené góly; OG = Obdržené góly; B = Body
- (N) = nováček (předchozí sezónu hrál nižší soutěž a postoupil), (C) = obhájce titulu

Pravidla pro klasifikaci: 1) Body; 2) Gólový rozdíl; 3) vstřelené góly; 4.1) Body získané ve vzájemných zápasech; 4.2) Vstřelené góly ve vzájemných zápasech; 4.3) Play-off
|  | Přímý postup do Ligy mistrů   |
|  | Přímý postup do Evropské ligy |
|  | Sestup do EFL Championship    |

### Pořadí po jednotlivých kolech
Při shodném počtu bodů a skóre mohou být kluby umístěny na stejném místě v průběhu soutěže (zejména zpočátku), v závěru platí v případě rovnosti bodů a skóre dodatečná kritéria, která rozhodují o konečném pořadí.
| Klub / kolo   | 1       | 2  | 3  | 4  | 5  | 6  | 7  | 8  | 9  | 10 | 11 | 12 | 13 | 14 | 15 | 16 | 17 | 18 | 19 | 20 | 21 | 22 | 23 | 24 | 25 | 26 | 27 | 28 | 29 | 30 | 31 | 32 | 33 | 34 | 35 | 36 | 37 | 38 |  |
| ------------- | ------- | -- | -- | -- | -- | -- | -- | -- | -- | -- | -- | -- | -- | -- | -- | -- | -- | -- | -- | -- | -- | -- | -- | -- | -- | -- | -- | -- | -- | -- | -- | -- | -- | -- | -- | -- | -- | -- |  |
| Klub / kolo   | Arsenal | 2  | 3  | 4  | 2  | 4  | 3  | 3  | 3  | 3  | 5  | 4  | 4  | 2  | 3  | 3  | 3  | 3  | 2  | 2  | 2  | 2  | 2  | 2  | 2  | 2  | 2  | 2  | 2  | 2  |    |    |    |    |    |    |    |    |  |
| A. Villa      | 5       | 12 | 7  | 5  | 3  | 5  | 5  | 4  | 4  | 6  | 9  | 8  | 12 | 8  | 6  | 7  | 6  | 9  | 9  | 8  | 8  | 8  | 8  | 8  | 9  | 8  | 10 | 8  | 9  |    |    |    |    |    |    |    |    |    |  |
| Bournemouth   | 9       | 14 | 8  | 11 | 13 | 11 | 13 | 11 | 11 | 10 | 12 | 13 | 13 | 9  | 8  | 6  | 5  | 6  | 7  | 7  | 7  | 7  | 7  | 7  | 5  | 6  | 7  | 9  | 10 |    |    |    |    |    |    |    |    |    |  |
| Brentford     | 5       | 12 | 6  | 9  | 12 | 12 | 11 | 13 | 9  | 12 | 11 | 11 | 8  | 11 | 9  | 11 | 12 | 11 | 12 | 11 | 11 | 11 | 11 | 11 | 11 | 11 | 11 | 12 | 11 |    |    |    |    |    |    |    |    |    |  |
| Brighton      | 1       | 2  | 3  | 6  | 7  | 9  | 6  | 5  | 6  | 8  | 6  | 5  | 4  | 5  | 7  | 9  | 10 | 10 | 10 | 10 | 9  | 9  | 9  | 10 | 10 | 9  | 8  | 7  | 7  |    |    |    |    |    |    |    |    |    |  |
| Chelsea       | 17      | 8  | 11 | 8  | 5  | 4  | 4  | 6  | 5  | 4  | 3  | 3  | 3  | 2  | 2  | 2  | 2  | 3  | 4  | 4  | 5  | 4  | 6  | 4  | 6  | 7  | 5  | 4  | 4  |    |    |    |    |    |    |    |    |    |  |
| C. Palace     | 13      | 17 | 16 | 16 | 16 | 18 | 18 | 18 | 17 | 17 | 18 | 19 | 17 | 17 | 17 | 15 | 16 | 16 | 15 | 15 | 15 | 12 | 13 | 12 | 13 | 13 | 12 | 11 | 12 |    |    |    |    |    |    |    |    |    |  |
| Everton       | 20      | 20 | 20 | 20 | 19 | 16 | 16 | 16 | 16 | 16 | 16 | 15 | 15 | 15 | 15 | 16 | 15 | 15 | 16 | 16 | 16 | 16 | 16 | 16 | 14 | 14 | 16 | 15 | 15 |    |    |    |    |    |    |    |    |    |  |
| Fulham        | 15      | 10 | 12 | 12 | 9  | 6  | 8  | 10 | 10 | 9  | 7  | 9  | 10 | 6  | 10 | 8  | 9  | 8  | 8  | 9  | 10 | 10 | 10 | 9  | 8  | 10 | 9  | 10 | 8  |    |    |    |    |    |    |    |    |    |  |
| Ipswich       | 17      | 18 | 17 | 17 | 17 | 15 | 17 | 17 | 18 | 18 | 17 | 18 | 19 | 18 | 18 | 18 | 19 | 19 | 18 | 18 | 18 | 18 | 19 | 19 | 18 | 18 | 18 | 18 | 18 |    |    |    |    |    |    |    |    |    |  |
| Leicester     | 9       | 15 | 15 | 15 | 15 | 17 | 15 | 14 | 15 | 15 | 15 | 16 | 16 | 16 | 16 | 17 | 17 | 18 | 19 | 19 | 19 | 19 | 17 | 18 | 19 | 19 | 19 | 19 | 19 |    |    |    |    |    |    |    |    |    |  |
| Liverpool     | 2       | 3  | 2  | 4  | 2  | 1  | 1  | 1  | 2  | 1  | 1  | 1  | 1  | 1  | 1  | 1  | 1  | 1  | 1  | 1  | 1  | 1  | 1  | 1  | 1  | 1  | 1  | 1  | 1  |    |    |    |    |    |    |    |    |    |  |
| Man. City     | 2       | 1  | 1  | 1  | 1  | 2  | 2  | 2  | 1  | 2  | 2  | 2  | 5  | 4  | 4  | 5  | 7  | 7  | 6  | 6  | 6  | 5  | 4  | 5  | 4  | 4  | 4  | 5  | 5  |    |    |    |    |    |    |    |    |    |  |
| Man. United   | 7       | 10 | 14 | 10 | 11 | 13 | 14 | 12 | 14 | 13 | 13 | 12 | 9  | 13 | 13 | 13 | 13 | 14 | 14 | 13 | 12 | 13 | 12 | 13 | 15 | 15 | 14 | 14 | 13 |    |    |    |    |    |    |    |    |    |  |
| Newcastle     | 7       | 6  | 5  | 3  | 6  | 7  | 7  | 9  | 12 | 11 | 8  | 10 | 11 | 12 | 12 | 12 | 8  | 5  | 5  | 5  | 4  | 6  | 5  | 6  | 7  | 5  | 6  | 6  | 6  |    |    |    |    |    |    |    |    |    |  |
| Nottingham    | 9       | 7  | 9  | 7  | 8  | 10 | 10 | 8  | 7  | 3  | 5  | 7  | 6  | 7  | 5  | 4  | 4  | 4  | 3  | 3  | 3  | 3  | 3  | 3  | 3  | 3  | 3  | 3  | 3  |    |    |    |    |    |    |    |    |    |  |
| Southampton   | 15      | 16 | 19 | 19 | 18 | 19 | 19 | 19 | 20 | 19 | 20 | 20 | 20 | 20 | 20 | 20 | 20 | 20 | 20 | 20 | 20 | 20 | 20 | 20 | 20 | 20 | 20 | 20 | 20 |    |    |    |    |    |    |    |    |    |  |
| Tottenham     | 9       | 5  | 10 | 13 | 10 | 8  | 9  | 7  | 8  | 7  | 10 | 6  | 7  | 10 | 11 | 10 | 11 | 12 | 11 | 12 | 14 | 15 | 15 | 14 | 12 | 12 | 13 | 13 | 14 |    |    |    |    |    |    |    |    |    |  |
| West Ham      | 13      | 9  | 13 | 14 | 14 | 14 | 12 | 15 | 13 | 14 | 14 | 14 | 14 | 14 | 14 | 14 | 14 | 13 | 13 | 14 | 13 | 14 | 14 | 15 | 16 | 16 | 15 | 16 | 16 |    |    |    |    |    |    |    |    |    |  |
| Wolverhampton | 17      | 19 | 18 | 18 | 20 | 20 | 20 | 20 | 19 | 20 | 19 | 17 | 18 | 19 | 19 | 19 | 18 | 17 | 17 | 17 | 17 | 17 | 18 | 17 | 17 | 17 | 17 | 17 | 17 |    |    |    |    |    |    |    |    |    |  |

## Statistiky
Statistiky jsou aktuální k 18. 1. 2025.

### Góly
| Poř. | Hráč            | Tým                     | [ 83 ] |
| ---- | --------------- | ----------------------- | ------ |
| 1    | Mohamed Salah   | Liverpool               | 18     |
| 2    | Erling Haaland  | Manchester City         | 16     |
| 3    | Alexander Isak  | Newcastle United        | 15     |
| 4    | Cole Palmer     | Chelsea                 | 14     |
| 5    | Bryan Mbeumo    | Brentford               | 13     |
| 5    | Chris Wood      | Nottingham Forest       | 13     |
| 7    | Yoane Wissa     | Brentford               | 11     |
| 8    | Matheus Cunha   | Wolverhampton Wanderers | 10     |
| 8    | Justin Kluivert | Bournemouth             | 10     |
| 8    | Ollie Watkins   | Aston Villa             | 10     |

#### Hattricky
| Hráč            | Klub              | Soupeř                  | Výsledek | Datum              |
| --------------- | ----------------- | ----------------------- | -------- | ------------------ |
| Erling Haaland  | Manchester City   | Ipswich Town            | 4:1 (D)  | 24. srpna 2024     |
| Noni Madueke    | Chelsea           | Wolverhampton Wanderers | 6:2 (V)  | 25. srpna 2024     |
| Erling Haaland  | Manchester City   | West Ham United         | 3:1 (V)  | 31. srpna 2024     |
| Cole Palmer4    | Chelsea           | Brighton & Hove Albion  | 4:2 (D)  | 28. září 2024      |
| Kevin Schade    | Brentford         | Leicester City          | 4:1 (D)  | 30. listopadu 2024 |
| Justin Kluivert | Bournemouth       | Wolverhampton Wanderers | 4:2 (V)  | 30. listopadu 2024 |
| Alexander Isak  | Newcastle United  | Ipswich Town            | 4:0 (V)  | 21. prosince 2024  |
| Amad Diallo     | Manchester United | Southampton             | 3:1 (D)  | 16. ledna 2025     |
| Justin Kluivert | Bournemouth       | Newcastle United        | 4:1 (V)  | 18. ledna 2025     |

Poznámky
4 Hráč vstřelil 4 góly
(D) – Domácí tým
(H) – Hostující tým

### Čistá konta
| Poř. | Hráč              | Tým                    | [ 93 ] |
| ---- | ----------------- | ---------------------- | ------ |
| 1    | Matz Sels         | Nottingham Forest      | 9      |
| 2    | Jordan Pickford   | Everton                | 7      |
| 2    | David Raya        | Arsenal                | 7      |
| 4    | Dean Henderson    | Crystal Palace         | 6      |
| 4    | André Onana       | Manchester United      | 6      |
| 6    | Alisson           | Liverpool              | 5      |
| 6    | Martin Dúbravka   | Newcastle United       | 5      |
| 8    | Kepa Arrizabalaga | Bournemouth            | 4      |
| 8    | Bernd Leno        | Fulham                 | 4      |
| 8    | Robert Sánchez    | Chelsea                | 4      |
| 8    | Bart Verbruggen   | Brighton & Hove Albion | 4      |

### Disciplína

#### Hráči
- Nejvíce žlutých karet: 9[94]
  -  Saša Lukić (Fulham)

- Nejvíce červených karet: 2[95]
  -  Bruno Fernandes (Manchester United)
  -  Jack Stephens (Southampton)

#### Klub
- Nejvíce žlutých karet: 61[96]
  - Southampton

- Nejméně žlutých karet: 33[96]
  - Brentford

- Nejvíce červených karet: 3[97]
  - Arsenal
  - Southampton
  - West Ham United

- Nejméně červených karet: 0[97]
  - Bournemouth
  - Leicester City

## Ocenění

### Měsíční
| Měsíc    | Trenér měsíce       | Trenér měsíce          | Hráč měsíce    | Hráč měsíce       | Gól měsíce      | Gól měsíce       | Zákrok měsíce     | Zákrok měsíce     | Reference                       |
| Měsíc    | Trenér              | Klub                   | Hráč           | Klub              | Hráč            | Klub             | Hráč              | Klub              | Reference                       |
| -------- | ------------------- | ---------------------- | -------------- | ----------------- | --------------- | ---------------- | ----------------- | ----------------- | ------------------------------- |
| Srpen    | Fabian Hürzeler     | Brighton & Hove Albion | Erling Haaland | Manchester City   | Cole Palmer     | Chelsea          | David Raya        | Arsenal           | [ 98 ] [ 99 ] [ 100 ] [ 101 ]   |
| Září     | Enzo Maresca        | Chelsea                | Cole Palmer    | Chelsea           | Jhon Durán      | Aston Villa      | André Onana       | Manchester United | [ 102 ] [ 103 ] [ 104 ] [ 105 ] |
| Říjen    | Nuno Espírito Santo | Nottingham Forest      | Chris Wood     | Nottingham Forest | Nicolas Jackson | Chelsea          | Robert Sánchez    | Chelsea           | [ 106 ] [ 107 ] [ 108 ] [ 109 ] |
| Listopad | Arne Slot           | Liverpool              | Mohamed Salah  | Liverpool         | Harry Wilson    | Fulham           | André Onana       | Manchester United | [ 110 ] [ 111 ] [ 112 ] [ 113 ] |
| Prosinec | Nuno Espírito Santo | Nottingham Forest      | Alexander Isak | Newcastle United  | Alexander Isak  | Newcastle United | Emiliano Martínez | Aston Villa       | [ 114 ] [ 115 ] [ 116 ] [ 117 ] |